# Proceratophrys branti
Proceratophrys branti es una especie de anfibio anuro de la familia Odontophrynidae.

## Distribución geográfica
Esta especie es endémica de Brasil. Se encuentra en los estados de Tocantins, Goiás y Minas Gerais.

## Descripción
Los machos miden de 25.8 a 48.5 mm y las hembras de 42.4 a 55.0 mm.

## Etimología
Esta especie lleva el nombre en honor a Sérgio Brant Rocha.

## Publicación original
- Brandão, Caramaschi, Vaz-Silva & Campos, 2013 : Three new species of Proceratophrys Miranda-Ribeiro 1920 from Brazilian Cerrado (Anura, Odontophrynidae). Zootaxa, n.º 3750, p. 321-347.[3]